# Oeiras
Oeiras és un municipi portuguès, situat al districte de Lisboa, a la regió de Lisboa i a la subregió de Gran Lisboa. L'any 2004 tenia 168.327 habitants. Limita al nord amb Sintra i Amadora, a l'est amb Lisboa, a l'oest amb Cascais i al sud el marge del riu Tajo, on l'estuari acaba i comença l'oceà Atlàntic, davant d'Almada.

## Població
| Població del concelho d'Oeiras (1801 – 2004) | Població del concelho d'Oeiras (1801 – 2004) | Població del concelho d'Oeiras (1801 – 2004) | Població del concelho d'Oeiras (1801 – 2004) | Població del concelho d'Oeiras (1801 – 2004) | Població del concelho d'Oeiras (1801 – 2004) | Població del concelho d'Oeiras (1801 – 2004) | Població del concelho d'Oeiras (1801 – 2004) | Població del concelho d'Oeiras (1801 – 2004) |
| -------------------------------------------- | -------------------------------------------- | -------------------------------------------- | -------------------------------------------- | -------------------------------------------- | -------------------------------------------- | -------------------------------------------- | -------------------------------------------- | -------------------------------------------- |
| 1801                                         | 1849                                         | 1900                                         | 1930                                         | 1960                                         | 1981                                         | 1991                                         | 2001                                         | 2004                                         |
| 6069                                         | 5072                                         | 10447                                        | 29440                                        | 94255                                        | 149328                                       | 151342                                       | 162128                                       | 168327                                       |

## Freguesies
- Algés
- Barcarena
- Carnaxide
- Caxias
- Cruz Quebrada - Dafundo
- Linda-a-Velha
- Oeiras e São Julião da Barra
- Paço de Arcos
- Porto Salvo
- Queijas